# إلدوايين
بلدية إلدوايين (بالإسبانية: Elduayen) هي بلدية تقع في مقاطعة غيبوثكوا التابعة لمنطقة إقليم الباسك شمال إسبانيا.

## الديموغرافيا
بلغ عدد سكان بلدية إلدوايين 232 نسمة عام 2011 (وفقاً للمعهد الوطني للإحصاء الإسباني).
| 227 | 192 | 214 | 212 | 227 | 238 | 232 |